# Photoacoustique
Ne doit pas être confondu avec l'acousto-optique qui se manifeste par la déformation de la lumière sous l'effet d'ondes acoustiques.
La photoacoustique (ou optoacoustique ,) désigne la génération d'ondes mécaniques dans un objet illuminé par une radiation électromagnétique. Le premier à rapporter l'existence d'un tel phénomène est Alexander Graham Bell en 1880 , qui découvrit que des ondes sonores pouvaient émaner d'objets illuminés par la lumière du soleil. 
Peu de progrès furent faits avant les années 1970 à cause du manque de source de lumière utilisable et ce n'est qu'avec l'essor du laser que l'effet photoacoustique est ressorti de l'ombre. Dès lors les scientifiques perçurent son intérêt, notamment pour la biophysique et même la médecine. En effet les ondes photoacoustiques combinent les avantages de l'optique et de l'acoustique : le contraste en absorption optique, couplé avec la faible atténuation acoustique dans les tissus mous permettent d'envisager une application directe en imagerie médicale. De plus la gamme de fréquences électromagnétiques pouvant aller du visible aux ondes radiofréquences en passant par les micro-ondes, on peut ainsi relier les contrastes des images à différentes informations moléculaires et fonctionnelles.

## Principe physique
Fondamentalement le principe de l'effet photoacoustique est simple : une onde électromagnétique, absorbée dans un objet, voit son énergie convertie en chaleur. Comme la température augmente localement, il s'opère une dilatation thermique des tissus, générant ainsi une onde acoustique dans l'objet. 
Cependant une dilatation constante des tissus ne crée pas d'onde mécanique, il faut des cycles de dilatation-compression pour cela. C'est pourquoi la source de lumière doit varier dans le temps. Principalement, deux modes d'émission de l'onde électromagnétique sont utilisés : l'impulsion ou l'onde continue à intensité modulée. Mais le plus souvent on choisit le mode impulsionnel qui donne le meilleur ratio signal sur bruit, en permettant en plus de modéliser la naissance des ondes de matière comme un "Dirac" acoustique tant l'échelle de temps diffère entre optique et ultrasons. Par ailleurs c'est ce mode-là uniquement qui sera décrit par la suite.
Théoriquement l'absorption d'une onde électromagnétique est liée à la composition particulaire de la matière. Celle-ci est composée de particules chargées comme des électrons, des noyaux ou même des ions, et l'onde interagit avec ces charges par diffusion élastique, diffusion Raman, absorption, etc. Lors d'une interaction d'absorption l'énergie absorbée peut être transformée en chaleur, convertie dans une réaction chimique ou en fluorescence. Parmi toutes ces interactions seule la portion transformée en chaleur participe à l'effet photoacoustique, et dans la plupart des cas, dans les expériences de photoacoustique, c'est cet effet qui domine. La fluorescence devient importante uniquement quand la radiation utilisée a une fréquence dans le violet ou l'ultraviolet, ce qui est peu commun généralement dans les applications que l'on retrouve en biomédecine. La capacité à absorber la lumière dépend des conditions environnementales, de la constitution moléculaire de la matière mais également de la polarisation de l'onde électromagnétique et de sa longueur d'onde. Ce dernier point est particulièrement intéressant car il justifie que la photoacoustique soit adaptée pour des manipulations de spectroscopie.
Dans le corps humain un absorbeur essentiel est le sang, et plus particulièrement l'hémoglobine qui existe sous deux formes : l'hémoglobine oxygénée, {\displaystyle HbO_{2}}, et l'hémoglobine désoxygénée, {\displaystyle Hb}, qui ont des caractéristiques d'absorption différentes en fonction de la longueur d'onde. Ainsi évaluer par avance le coefficient d'absorption dans le corps humain peut s'avérer très difficile ; l'exemple de l'hémoglobine est en ce sens frappant que le ratio {\displaystyle {\frac {HbO_{2}}{Hb}}} est très variable selon les vaisseaux.
Pour générer l'onde photoacoustique, l'onde électromagnétique utilisée doit avoir une durée d'impulsion suffisamment courte pour que la diffusion thermique puisse être négligée. Cette condition est appelée la condition de confinement thermique : 
{\displaystyle \tau <\tau _{th}={\frac {d_{c}^{2}}{4D_{T}}}}   , où {\displaystyle \tau _{th}} est le seuil de confinement thermique, {\displaystyle d_{c}} est la dimension caractéristique et {\displaystyle D_{T}} est la diffusivité thermique. Par exemple une résolution spatiale de {\displaystyle 50\mu m} a un seuil de {\displaystyle \tau _{th}\simeq 4.5ms}.
Typiquement, pour les sources laser utilisées, la durée du pulse est de l'ordre de la nanoseconde ou de la dizaine de nanosecondes et sous cette condition on peut décrire l'onde de matière formée à partir de
l'équation de Morse et Uno Ingard dans les milieux non visqueux et acoustiquement homogènes : 
{\displaystyle \nabla ^{2}p({\overrightarrow {r}},t)-{\frac {1}{v_{s}^{2}}}{\frac {\partial ^{2}}{\partial t^{2}}}p({\overrightarrow {r}},t)=-{\frac {\beta }{C_{p}}}{\frac {\partial }{\partial t}}H({\overrightarrow {r}},t)}   , où {\displaystyle H({\overrightarrow {r}},t)} est la fonction de chaleur définie comme l'énergie thermique convertie par la radiation électromagnétique, à la position {\displaystyle {\overrightarrow {r}}} , au temps {\displaystyle t}, par unité de volume et de temps, {\displaystyle C_{p}} est la capacité thermique à pression constante en {\displaystyle J.K^{-1}.kg^{-1}}, {\displaystyle \beta } est le coefficient de dilatation thermique isobare en {\displaystyle K^{-1}} et {\displaystyle v_{s}} la vitesse du son dans le milieu.
La quantité de chaleur générée dans le tissu est généralement proportionnelle à la puissance de la radiation reçue. On peut donc expliciter la fonction de chaleur :
{\displaystyle H({\overrightarrow {r}},t)=\mu _{a}({\overrightarrow {r}}).\Phi ({\overrightarrow {r}},t)} , où {\displaystyle \mu _{a}({\overrightarrow {r}})} est le coefficient d'absorption optique local et {\displaystyle \Phi ({\overrightarrow {r}},t)} la fluence optique.
Dans la plupart des cas l'impulsion électromagnétique est si brève que non seulement la diffusion thermique mais également la dilatation de l'absorbeur sont négligeables. Cette condition, reflétant le fait que les tissus n'ont pas le temps de se dilater pendant la chauffe est appelée condition de confinement du stress acoustique :
{\displaystyle \tau <\tau _{st}={\frac {d_{c}}{v_{s}}}} , où {\displaystyle \tau _{st}} est le seuil de confinement du stress.

Sous ces deux conditions vues précédemment, le temps de chauffe peut être traité comme une fonction delta, c'est-à-dire :
{\displaystyle H({\overrightarrow {r}},t)\simeq A({\overrightarrow {r}}).\delta (t)}

Dans ces conditions, on peut montrer que la pression initiale {\displaystyle p_{0}} dans l'absorbeur après absorption de la radiation électromagnétique, calculée à partir de l'équation d'onde de Morse et Uno Ingard, est :
{\displaystyle p_{0}({\overrightarrow {r}})=\Gamma .A({\overrightarrow {r}})} , où {\displaystyle \Gamma } est le paramètre de Grüneisen (pour des tissus mous à basse température on a {\displaystyle \Gamma \simeq 0.25} )
L'équation d'onde photoacoustique établie plus haut peut-être résolue dans le cas général en s'aidant de la fonction de Green. La solution est la suivante :
{\displaystyle p({\overrightarrow {r}},t)={\frac {1}{4\pi v_{s}^{2}}}{\frac {\partial }{\partial t}}[{\frac {1}{v_{s}t}}\int {\overrightarrow {dr'}}p_{0}({\overrightarrow {r'}})\delta (t-{\frac {\mid {\overrightarrow {r}}-{\overrightarrow {r'}}\mid }{v_{s}}})]}
Cette dernière équation signifie en pratique que la pression détectée au point {\displaystyle {\overrightarrow {r}}} et au temps {\displaystyle t} vient d'une source sphérique centrée autour de {\displaystyle {\overrightarrow {r'}}} avec un rayon {\displaystyle v_{s}.t}. De plus plusieurs autres propriétés peuvent caractériser cette onde photoacoustique dans le cas simplifié d'une seule source absorbante sphérique et uniforme : la pression initiale est toujours positive, puis prend une amplitude négative, il s'agit d'une forme bipolaire, deuxièmement la valeur de la pression est approximativement proportionnelle à la taille de l'absorbeur et inversement proportionnelle à la distance avec cette source, et enfin troisièmement la largeur temporelle du signal photoacoustique provenant d'une source unique est proportionnel à sa taille, ce qui signifie en d'autres termes que plus l'absorbeur est petit plus le spectre de l'onde sonore émise contiendra des composantes fréquentielles élevées.
La propagation dans un milieu de la lumière à des fréquences de l'ordre du visible est régie par l'équation de transfert radiatif, impliquant le coefficient de diffusion de {\displaystyle \mu _{s}} et le coefficient d'absorption {\displaystyle \mu _{a}}. L'atténuation dépend donc à la fois de l'absorption et de la diffusion, cette dernière étant très forte dans les tissus biologiques mais variant peu avec la longueur d'onde, tandis que le coefficient d'absorption est dix fois plus faible mais varie très fortement avec la longueur d'onde.
Contrairement à la lumière qui subit de fortes diffusions en se propageant dans les tissus, les ondes acoustiques ont des coefficients de diffusion bien plus faibles. Dans la plupart des expériences la diffusion sonore peut alors être ignorée dans les tissus mous, de même que, les pressions mises en jeu étant ridiculement faibles en photoacoustique, les effets de propagation non-linéaire. Cependant l'atténuation acoustique, elle, doit être prise en compte, d'autant plus à hautes fréquences ou dans des milieux hautement absorbant comme les os. Pour les tissus mous et avec des fréquences utilisées dans le médical, le coefficient d'atténuation est de l'ordre de {\displaystyle -0.3dB.MHz^{-1}.cm^{-1}}.
De plus un autre problème dans la détection des ondes photoacoustiques s'ajoute, amené indirectement par l'atténuation : comme celle-ci augmente avec la fréquence dans les tissus biologiques mous, alors ces derniers fonctionnent comme un filtre passe-bas sur les ondes sonores, ce qui réduit la résolution spatiale pour les objets absorbants les plus profonds. Ainsi, non seulement l'amplitude mais également le profil temporel de l'onde photoacoustique est modifié par l'atténuation.
Finalement la profondeur de détection des ondes photoacoustiques subit les contraintes amenées par l'absorption et la diffusion de la radiation lumineuse en amont de l'expérience, et par l'atténuation ultrasonore en aval.

## Applications
De nombreuses publications scientifiques dans le domaine de l'imagerie concernant les applications médicales de l'imagerie photoacoustiques sont sorties à partir des années 2000. Cette modalité n'est toutefois pas encore déployée au niveau clinique. 
D'un point de vue médical, la photoacoustique peut être considéré comme une amélioration de l'imagerie échographique comportant une sélectivité chimique : en excitant les tissus avec différentes longueurs d'onde laser, on peut discriminer l'hémoglobine oxygénée ou non  ou encore les différents types d'acides gras . Cette capacité ouvre de nouvelles possibilité de diagnostic, en permettant par exemple de distinguer plus facilement des tumeurs cancéreuses ou des plaques présentant un risque de rupture d'anévrisme.